# 리다 로버티

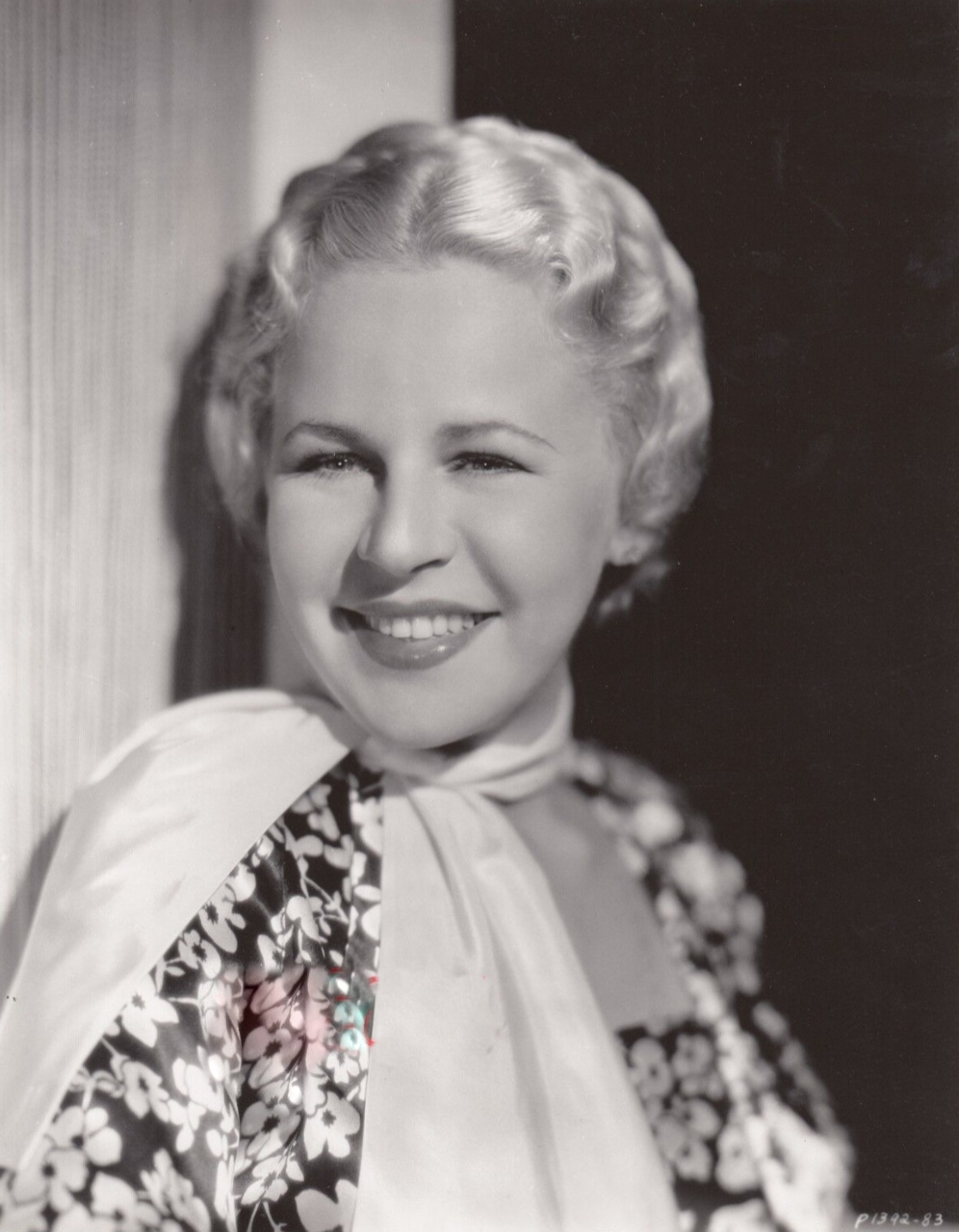

리다 로버티(Lyda Roberti, 1906년 5월 20일 ~ 1938년 3월 12일)는 폴란드의 배우, 가수, 영화배우이다.
바르샤바에서 태어났으며 로스앤젤레스에서 사망하였다. 사인은 심근 경색이다.  포리스트 론 메모리얼 파크에 매장되었다.

## 영화
- 더 빅 브로드캐스트 오브 1936 (1935년)
- 조지 화이트의 1935 스캔달 (1935년)
- 토치 싱어 (1933년)
- 더 키드 프럼 스페인 (1932년)